# Чучмани
Чучмани́ (до 1947 року — Чучмани Гумниські) — село в Україні, в Буській міській громаді Золочівського району Львівської області. Орган місцевого самоврядування — Буська міська рада. Населення становить 297 осіб. Колишній орган місцевого самоврядування — Гумниська сільська рада, якій підпорядковувалися села Гумниська та Чучмани. Від 2021 року ці села належать до Гумниського старостинського округу.

## Географія
Село Чучмани розташоване за 62 км від обласного центру, 33 км від районного центру та 10 км від адміністративного центру міської громади. За 9 км розташована найближча залізнична станція Закомар'я.

## Населення
За даними всеукраїнського перепису населення 2001 року у селі мешкало 297 осіб.
Мова
Розподіл населення за рідною мовою за даними перепису 2001 року був наступним:
| українська | 297 | 100,00 |

## Історія
До 1947 року теперішнє село Чучмани було хутором, присілком с. Гумниська та мало назву Чучмани Гумниські.
У 1927 році у селі створений осередок українського патріотичного тіловиховного та руханкового товариства «Сокіл». «Соколи» створили драматичний гурток, який час від часу влаштовував сценічні постановки та фестини, які зацікавлювали не лише місцеву молодь, але й приваблювали молодь з навколишніх сіл. Хлопці-«соколи», мали дерев'яні мальовані списи (робота Юліана Чучмана), якими вони робили на фестинах гарні вправи. Невдовзі, польська поліція заборонила такі вправи, а керівництво товариства «Сокіл» заарештувала. Відсидів дві доби у Буській в'язниці і Юліан Чучман. Дівчата на фестинах показували вправи з вишиваними рушниками, віночками з польових квітів тощо. Цих вправ навчила дівчат Магда Чучман.
Після закриття «Соколів» наприкінці 1920-х років у Чучманах створили місцевий осередок руханково-пожарного товариства «Луг», який проіснував до вибуху другої світової війни у вересні 1939 року.
Аматорському гуртку лише узимку вдавалося ставити будь-які театральні постановки, бо влітку на це не було часу. До 1935 року окремого приміщення для такого роду діяльності не було, тому використовували приватні оселі. Вистави грали у просторій стодолі господаря. Сцену робили з дощок, а для імпровізованої «театральної» завіси використовували звичайні рядна. Яким же був розпач, коли віддані своїй справі актори-аматори готувалися до прем'єри по декілька місяців та витрачали значні кошти на декорації та сценічні костюми. Попередньо вони хотіли отримати дозвіл від польської влади на проведення даного дійства, але їм було відмовлено у цьому. І натомість видана заборона на показ вистави, нібито через те, що стодола не пристосована для проведення такого роду заходів і вже траплялися пожежі під час вистав. Нібито через недопалок кинутий у приміщенні під час вистав. Тоді молодь скликала громаду і, порадившись, вирішила придбати будинок. Придбали такий будинок в одному з навколишніх сіл, розібрали та перевезли фірами її у Чучмани на громадське пасовище і посеред села поставили читальню товариства «Просвіти».
Драматичний гурток щороку ставив нову виставу. До репертуару гуртка входили вистави, створені за мотивами творів відомих українських письменників, зокрема: «На перші гулі» (С. Васильченка); «Захотіла пана — втратила Івана» (І. Чайківського); «Захар Беркут», «Украдене щастя» (І. Франка); «Ой не ходи, Грицю, та й на вечорниці» (М. Чурай); «Мати-наймичка» (за мотивами поеми «Наймичка» Т. Шевченка) та багато інших. У драматичному гурту найбільше попрацювали Антін Короляк (режисер) та Анна і Гілярій Красіцькі (виконавці низки різних ролей). Інколи запрошували драматичні гуртки із сусідніх сіл.
У 1930-х роках Магда Чучман створила «Садочок» для наймолодших мешканців села.
В читальні «Просвіти» крім великої зали, було декілька менших кімнат, в яких містилася кооперативна крамниця та молочарня «Маслосоюзу». До того молочарня розташовувалася у приватній оселі поляків та була польською, а коли молочарню влаштували в будинку читальні «Просвіти», то вона стала українською.
На той час у Чучманах було лише три родини поляків та близько десяти мішаних сімей. Лише в одній хаті розмовляли польською мовою, бо це були нащадки польських колоністів, яких ще називали осадниками. Всі інші розмовляли українською мовою. У селі передплачувалися україномовні часописи або журнали, такі як «Діло», «Народня справа», «Сільський господар», календар «Червона рута», дитячі — «Наш приятель», «Дзвіночок», жіночі — «Жіноча доля», «Жіноча воля», релігійний — «Місіонер». Читали також й видання «Дешевої книжки».
Коли прийшли більшовики у вересні 1939 року, то «визволили» всіх від найнеобхіднішого. Вони реквізували худобу, домашню птицю, харчові продукти для свого війська, а свідомих українців заарештовували та вивозили до Сибіру або ж страчували у в'язницях. Так, у травні 1940 року до Сибіру вивезли о. Василя Матвієйка з дружиною та наймолодшою донькою Богданою. У селі, казали, що до арешту священника причепний його зять — маляр Левицький (чоловік його доньки Орисі), який на той час також мешкав у плебанії. За панування більшовиків, від вересня 1939 року до червня 1941 року, нічого не можливо було купити, крамниці спорожніли, бо «визволителі» вигребли весь крам, який там був. Майже всі люди ходили обдерті, бо одяг, ще й на селі, зношувався швидко. Найгірше було зі взуттям, його бракувало, бо не можна було його ніде замовити або ж придбати.
Перед вибухом німецько-радянської війни в Галичині почався голод. Бідніші селяни їздили у заможніші села за німецько-радянський кордон та вимінювали одяг на збіжжя і все, що вдавалося виміняти, аби лише вижити. А німці зараз же перехоплювали бідних «міняйлів» та відбирали усе, що знаходили у них. Так на зміну більшовицькій владі прийшла нова окупаційна німецька влада.
Вже навесні 1942 року на примусові роботи до Німеччини з Чучманів було вивезено молодь та малоземельних працездатних людей. Багато людей вивезли до Львова останнього тижня перед Великоднем (тоді Великдень припадав на 5 квітня). Окупанти старалися вислати якомога більше робочих рук до Німеччини на місце молодих німців, які брали участь у бойових діях на полях війни. Німецькі військові загони проводили облави та забирали усіх молодих, залишаючи старих і немічних для обробки землі та на господарствах. Через жорстокі дії окупаційної влади вже у 1942 році почалася українська «партизанська війна», яка стала на боротьбу з німцями та навіть старалася не допустити вивозу молоді з Галичини, з України. Хлопці йшли до лісу, де вступали до лав Української повстанської армії.

## Археологічні розвідки
В урочищі Копане, між селами Гумниська та Чучмани на дюні виявлено давньоруське селище XI⁣ — ⁣XIII століть.

## Відомі люди

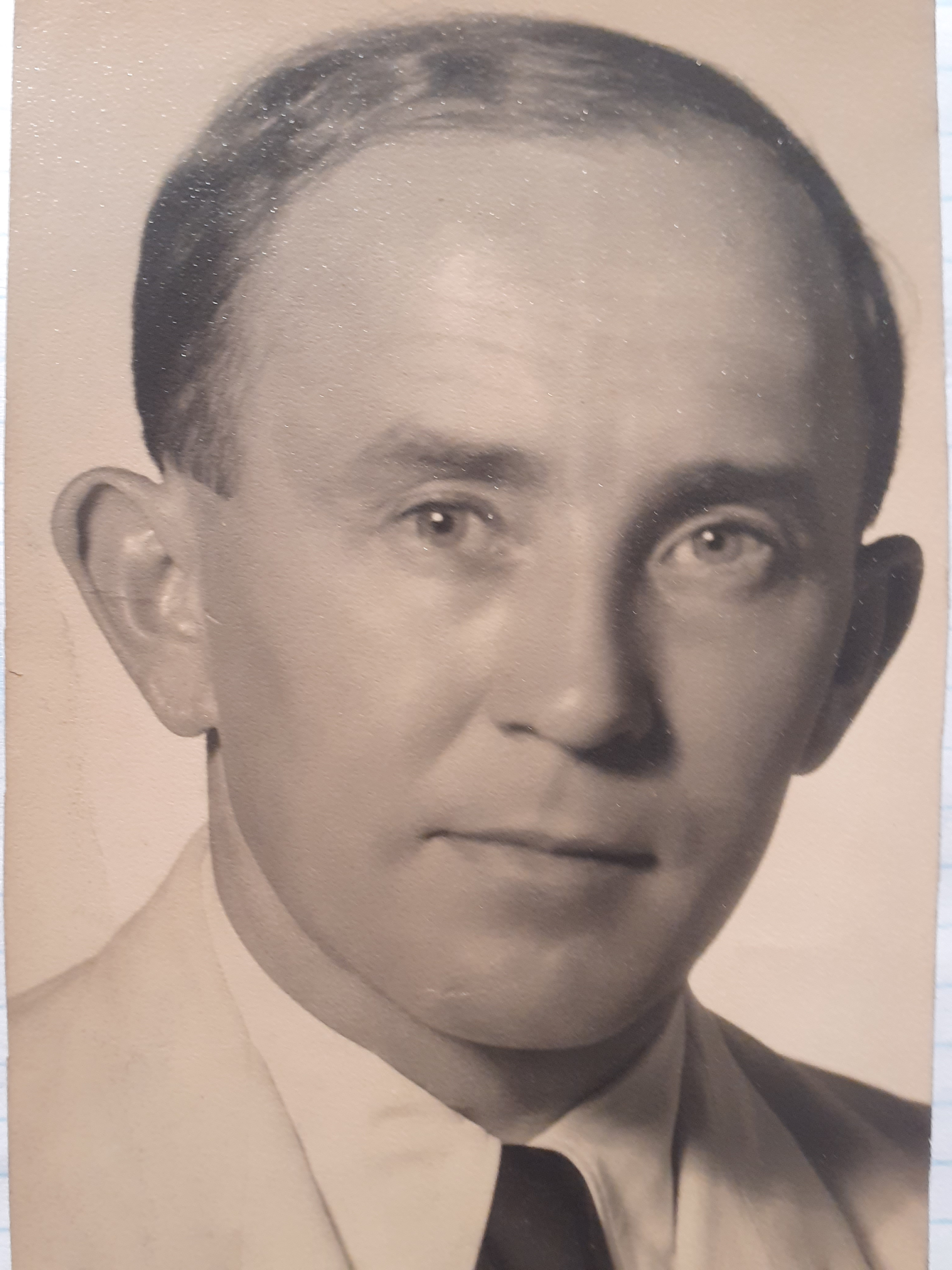
Гураль Андрій Лукович

- Гураль Андрій Лукович (1914, с. Чучмани — 22 грудня 1981, м. Бераля, Австралія) — австралійський лікар українського походження, доктор медицини, засновник та перший голова товариства Українського Червоного Хреста в Австралії.

## Інфраструктура
В селі діє сільський заклад культури, в якому функціюють Народний дім та бібліотечний пункт бібліотеки-філії с. Гумнисько КЗ «Буська міська публічна бібліотека імені Івана Котляревського».
У 1980-х роках, для покращення дорожньої інфраструктури, між Чучманами та київською трасою збудовано сучасну автомобільну дорогу, а в центрі села збудовано автобусну зупинку. Нині селом курсують автобусні маршрути «Львів — Підставки» та «Львів — Гутисько Тур'янське».